# Kokcydioza bydła
Kokcydioza bydła Coccidiosis bovum lub Dysenteria coccidiosa bovum – choroba pasożytnicza spowodowana przez pierwotniaki Eimeria bovis, Eimeria zurnii, Eimeria elipsoidalis, Eimeria auburnensis z rodziny Eimeriidae należącej do Protista.